# Route magistrale 22 (Serbie)
Pour les articles homonymes, voir M22 et Route 22.
La route magistrale 22 (en serbe : Државни пут ІВ реда број 22, Državni put IB reda broj 22 ; Магистрала број 22, Magistrala broj 22) est une route nationale de Serbie qui débute près de l'échangeur Orlovača de l'autoroute A1 (Périphérique de Belgrade) passant par les villes serbes de Belgrade, Lazarevac, Lajkovac, Ljig, Gornji Milanovac, Čačak, Kraljevo, Raška, Novi Pazar pour arriver jusqu’à la frontière serbo-monténégrine. Cette route nationale est parfois appelée "La Route Magistrale de l'Ibar" (en serbe : Ibarska Magistrala). Elle doit son nom à la rivière Ibar, dont elle emprunte la vallée sur une partie de son parcours. De Čačak à Kraljevo à la route européenne E761.
Cette route nationale fait également partie de la route européenne 65 et de la route européenne 80 entre le village de Ribariće et la frontière serbo-monténégrine.
Cette route nationale est connue comme la route la plus embouteillée et la plus accidentogène de Serbie.
À ce jour, elle ne comporte aucune section autoroutière (Voie Rapide en 2 x 2 voies).

La Borne Kilomètrique sur la Route Magistrale 22 (Kilomètre 215, secteur 6).

## Description du tracé

### Route magistrale 22: de Orlovača (autoroute A1, périphérique de Belgrade) à Mehov Krš (poste-frontière)

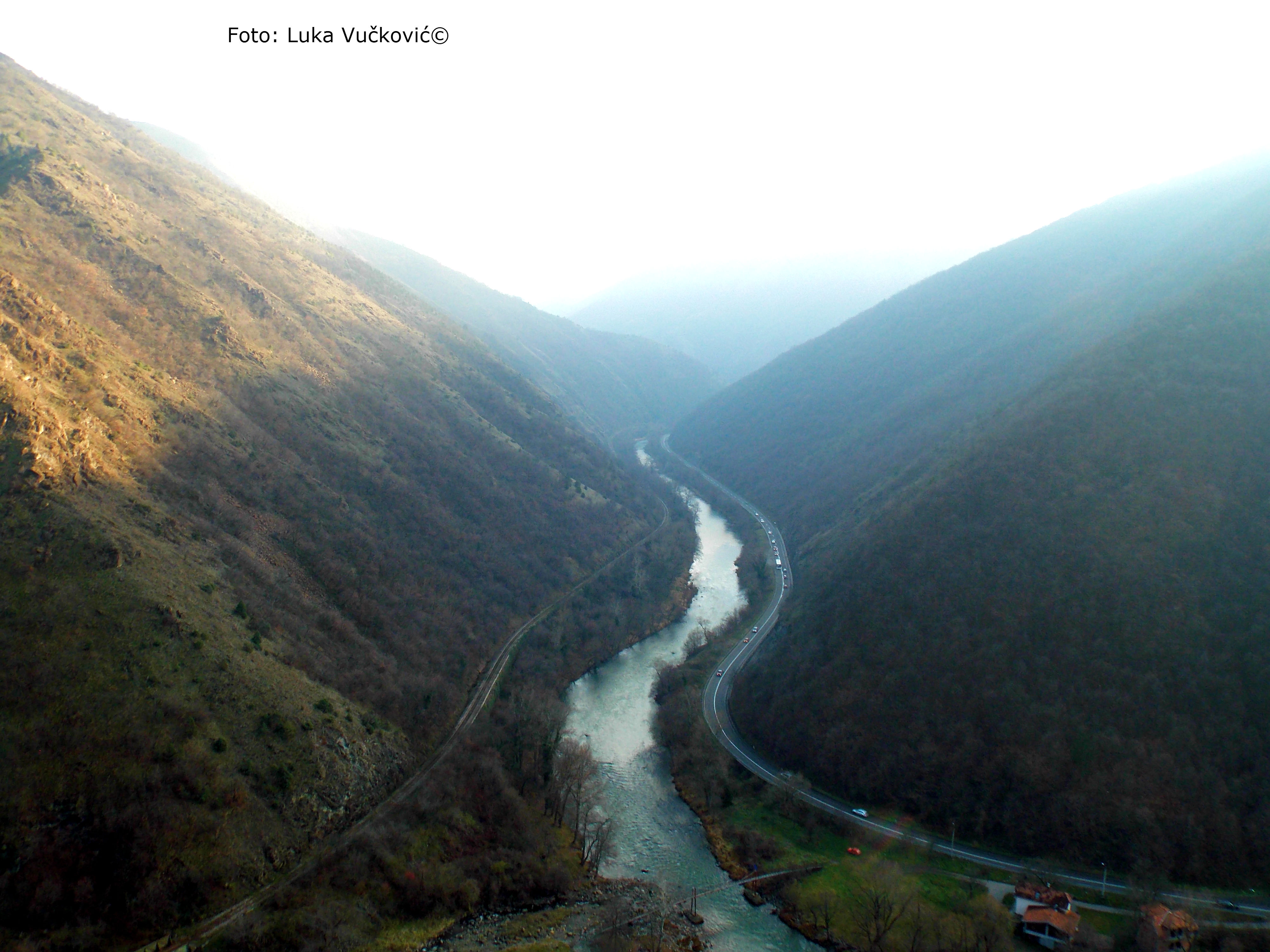
La "Route Magistrale de l'Ibar" (route magistrale 22) et la rivière Ibar.
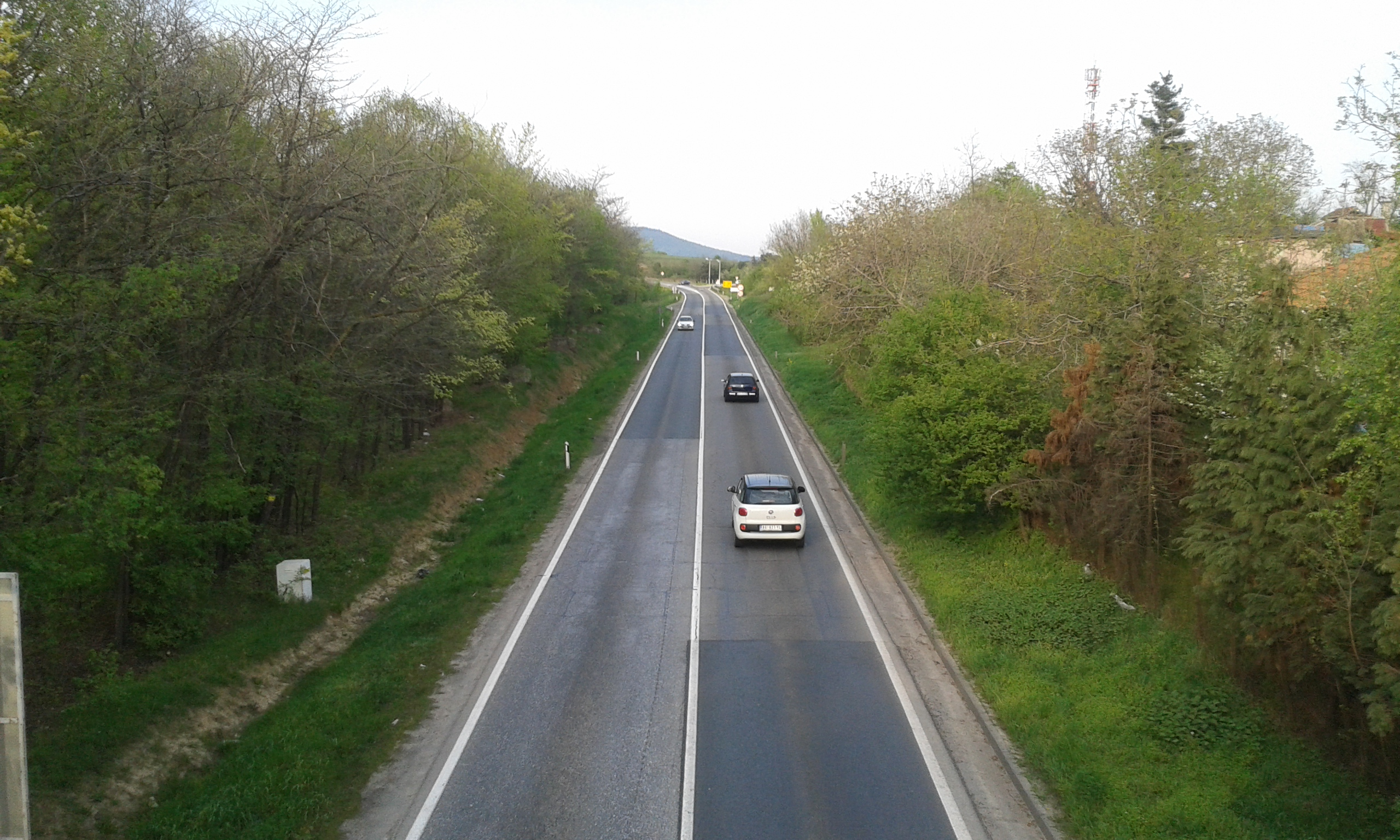
La Route Magistrale 22 près de la forêt de Lipovica.
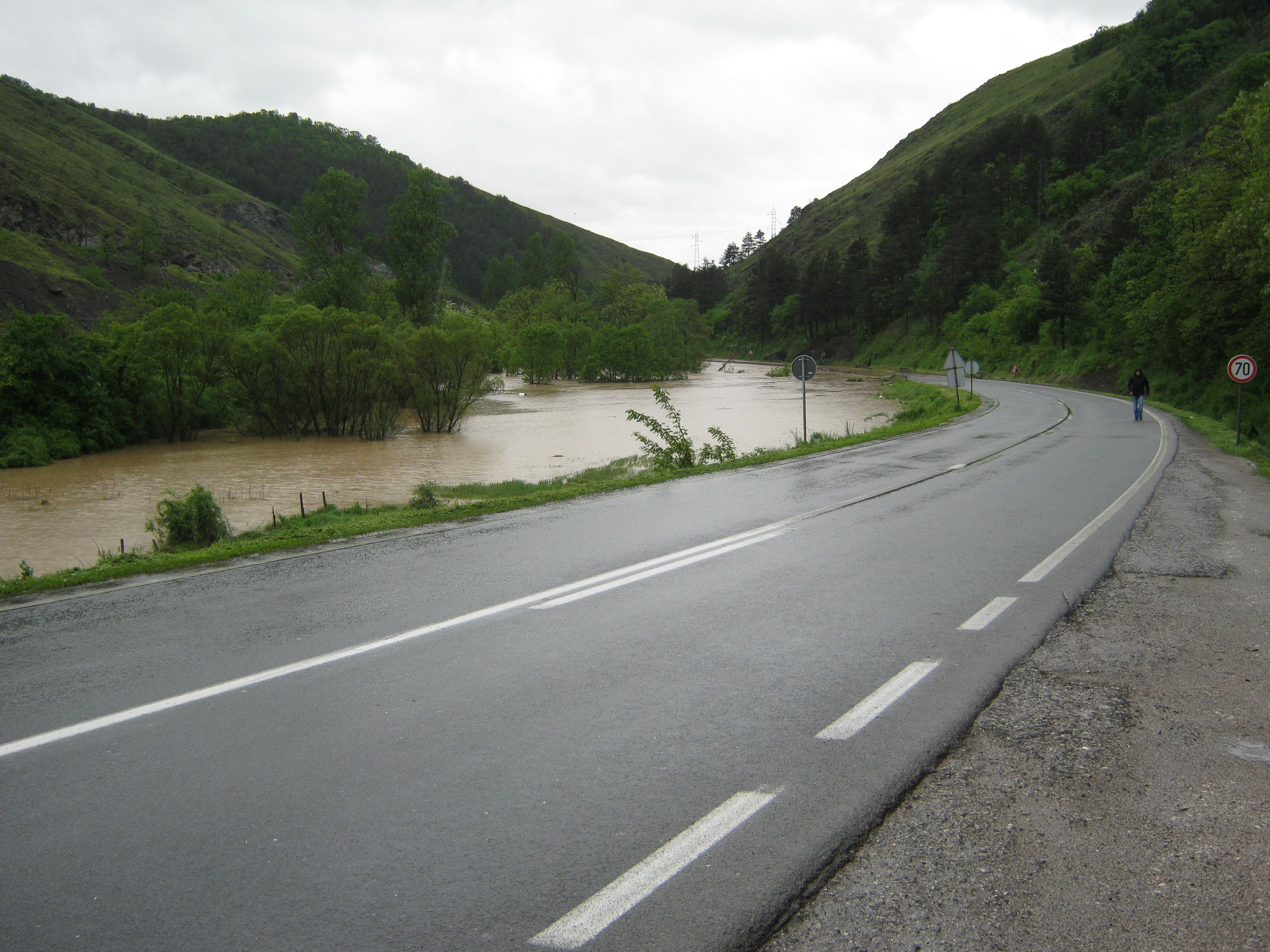
La Route Magistrale 22 près de Gornji Milanovac (photo prise lors des inondations en Europe du Sud-Est de 2014 ; la rivière Despotovica).

## Routes européennes
La route magistrale 22 est aussi :
| Numéro | Tracé                                          |
| ------ | ---------------------------------------------- |
| E65    | Entre Ribariće et le poste-frontière Mehov Krš |
| E80    | Entre Ribariće et le poste-frontière Mehov Krš |